# Петуховский район
Петухо́вский райо́н — административно-территориальная единица (район) в Курганской области России. В рамках организации местного самоуправления функционирует муниципальное образование Петуховский муниципальный округ (с 2004 до 2021 гг. — муниципальный район).
Административный центр — город Петухово.

## География
Район расположен в восточной части Курганской области и граничит с Северо-Казахстанской областью Республики Казахстан и Бердюжским районом Тюменской области, а также с Макушинским, Частоозёрским районами области. Территорию района пересекает Южно-Уральская железная дорога.

## История

### 1923—1963 годы
На основании постановления ВЦИК от 3 ноября 1923 года и Декрета ВЦИК от 12 ноября 1923 года в составе Ишимского округа Уральской области образован Петуховский район с центром в селе Юдино из Каменской, Петуховской, Рынковской, Теплодубровской и Утчанской волостей Ишимского уезда Тюменской губернии. В состав района вошло 24 сельсовета: Актабанский, Богдановский, Большеприютинский, Горбунешинский, Гусиновский, Жидковский, Каменский, Каравашенский, Кривинский, Малоприютинский, Матасинский, Новогеоргиевский-1, Новогеоргиевский-2, Новоильинский, Новомихайловский, Орловский, Песьянский, Петуховский, Рынковский, Староберёзовский, Теплодубровский, Троицкий, Утчанский, Юдино-Вознесенский.
Постановленим Президиума Уралоблисполкома от 15 сентября 1926 года село Юдино и деревня Вознесенка слиты. Юдино-Вознесенский сельсовет переименован в Юдинский.
В начале 1930-х годов переименованы сельсоветы: Гусиновский — в Большегусиновский, Каменский — в Большекаменский, Кривинский — в Воробьевский.
Постановлением ВЦИК от 10 июня 1931 года из упразднённого Частоозерского района перечислены: Беляковский, Бутыринский, Волчанский, Долговский, Карасьевский, Лебяжьевский, Лихановский, Новотроицкий, Сивковский, Частоозерский, Чебачинский, Чердынцевский и Шестаковский сельсоветы.
Постановлением ВЦИК от 17 января 1934 года район включён в состав Челябинской области.
Постановлением ВЦИК от 18 января 1935 года во вновь образованный Частоозерский район перечислены:  Беляковский, Бутыринский, Волчанский, Долговский, Карасьевский, Лебяжьевский, Лихановский, Новотроицкий, Сивковский, Частоозерский, Чебачинский, Чердынцевский и Шестаковский сельсоветы.
Указом Президиума Верховного Совета РСФСР от 2 октября 1942 года село Юдино отнесено к категории рабочих посёлков, Юдинский сельсовет упразднён.
Указом Президиума Верховного Совета СССР от 6 февраля 1943 года район включён в состав Курганской области.
Указом Президиума Верховного Совета РСФСР от 16 марта 1944 года р.п. Юдино преобразовано в город Петухово.
Указом Президиума Верховного Совета РСФСР от 14 июня 1954 года упразднены Большегусиновский, Большеприютинский, Малоприютинский, Новогеоргиевский-1, Новогеоргиевский-2, Новоильинский, Новомихайловский, Орловский, Староберёзовский, Троицкий сельсоветы; образован Приютинский сельсовет.
Решением Курганского облисполкома от 18 февраля 1960 года Каравашинский сельсовет переименованв  Вишневский сельсовет.
Решением Курганского облисполкома от 16 ноября 1960 года упразднены Матасинский и Теплодубровский сельсоветы; образован Октябрьский сельсовет.

### 1963—1965 годы
Указом Президиума Верховного Совета РСФСР от 1 февраля 1963 года образован укрупнённый Петуховский сельский район с центром в г. Петухово. В его состав вошли Актабанский, Басковский, Беляковский, Богдановский, Большекаменский, Бутыринский, Вишневский, Волчанский, Воробьевский, Горбунешинский, Долговский, Жидковский, Золотинский, Казаркинский, Караьевский, Коноваловский, Лихановский, Малокаменский, Мартинский, Моршихинский, Новотроицкий, Обутковвский, Октябрьский, Пашковский, Петуховский, Пионерский, Покровский, Приютинский, Рынковский, Серебрянский, Сетовинский, Сивковский, Степновский, Утчанский, Частоозерский, Чистовский сельсоветы.
Указом Президиума Верховного Совета РСФСР от 3 марта 1964 года во вновь образованный Макушинский сельский район перечислены Басковский, Золотинский, Казаркинский, Коноваловский, Малокаменский, Мартинский, Моршихиинский, Обутковский, Пионерский, Покровский, Серебрянский, Сетовнинский, Степновский, Чистовский сельсоветы.
Решением Курганского облисполкома от 27 апреля 1964 года упразднены Бутыринский и Караьевский сельсоветы.

### С 1965 года
Указом Президиума Верховного Совета РСФСР от 12 января 1965 года Петуховский сельский район преобразован в Петуховский район
Решением Курганского облисполкома от 25 марта 1965 года упразднены Богдановский, Вишневский и Воробьевский сельсоветы; образованы Большегусиновский и Новогеоргиевский сельсоветы.
Решением Курганского облисполкома от 30 сентября 1968 года упразднён Утчанский сельсовет; образован Стрелецкий сельсовет.
Решением Курганского облисполкома от 9 января 1969 года переименованы сельсоветы: Волчанский — в Восточный, Горбунешинский — в Золотинский.
Решением Курганского облисполкома от 17 июня 1969 года упразднён Лихановский сельсовет; образован Бутыринский сельсовет.
Указом Президиума Верховного Совета РСФСР от 3 апреля 1972 года во вновь образованный Частоозерский район перечислены Беляковский, Бутыринский, Восточный, Долговский, Новотроицкий, Сивковский и Частоозерский сельсоветы.
Решением Курганского облисполкома от 22 декабря 1972 года образован Новоберёзовский сельсовет.
Решением Курганского облисполкома от 10 декабря 1975 года образован Курортный сельсовет.
Решением Курганского облисполкома от 21 октября 1977 года образован Троицкий сельсовет.
Решением Курганского облисполкома от 24 октября 1983 года образован Матасинский сельсовет.
Постановлением Президиума Курганского областного Совета народных депутатов от 9 октября 1991 года образован Новоильинский сельсовет.
Законами Курганской области от 20 сентября 2018 года упразднены Большекаменский и Троицкий сельсоветы.
Законом Курганской области от 12 мая 2021 года № 49 в районе упразднены все сельсоветы, муниципальный район и входившие в его состав сельские поселения были преобразованы путём их объединения к 22 мая 2021 года в муниципальный округ.

## Население
| 1926    | 1939    | 1959    | 1970    | 1979    | 1989    | 2002    | 2009    |
| ------- | ------- | ------- | ------- | ------- | ------- | ------- | ------- |
| 42 897  | ↘34 806 | ↘31 741 | ↗40 453 | ↘26 259 | ↗28 109 | ↘24 253 | ↘21 646 |
| 2010    | 2011    | 2012    | 2013    | 2014    | 2015    | 2016    | 2017    |
| ↘20 493 | ↘20 439 | ↘19 843 | ↘19 115 | ↘18 392 | ↘18 204 | ↘17 880 | ↘17 667 |
| 2018    | 2019    | 2020    | 2021    |         |         |         |         |
| ↘17 335 | ↘16 821 | ↘16 530 | ↘14 228 |         |         |         |         |

### Урбанизация
Городское население (город Петухово) составляет 59,76 % от всего населения района.

## Территориальное устройство
В рамках административно-территориального устройства, до 2021 года район делился на административно-территориальные единицы: 1 город районного подчинения и 15 сельсоветов.
В рамках муниципального устройства, до 2021 года в одноимённый муниципальный район входили 16 муниципальных образований, в том числе 1 городское поселение и 15 сельских поселений.
| №         | Бывшее муниципальное образование | Административный центр          | Количество населённых пунктов | Население (чел.) | Площадь (км²) |
| --------- | -------------------------------- | ------------------------------- | ----------------------------- | ---------------- | ------------- |
| 1e-06     | Городское поселение:             |                                 |                               |                  |               |
| 1         | город Петухово                   | город Петухово                  | 1                             | ↘8502            | 40,76         |
| 1.000002  | Сельские поселения:              |                                 |                               |                  |               |
| 2         | Актабанский сельсовет            | село Актабан                    | 3                             | ↗497             | 308,32        |
| 3         | Большегусиновский сельсовет      | село Большое Гусиное            | 1                             | ↘249             | 108,74        |
| 3.000003  | Большекаменский сельсовет        | село Большое Каменное           | 2                             | ↘88              | 191,53        |
| 4         | Жидковский сельсовет             | село Жидки                      | 2                             | ↘193             | 127,72        |
| 5         | Зотинский сельсовет              | село Зотино                     | 2                             | ↘362             | 154,08        |
| 6         | Курортный сельсовет              | посёлок Курорт «Озеро Медвежье» | 2                             | ↘621             | 135,71        |
| 7         | Матасинский сельсовет            | село Матасы                     | 2                             | ↘321             | 107,27        |
| 8         | Новоберёзовский сельсовет        | село Новоберёзово               | 3                             | ↘448             | 135,41        |
| 9         | Новогеоргиевский сельсовет       | село Новогеоргиевка 2-я         | 3                             | ↘486             | 269,83        |
| 10        | Новоильинский сельсовет          | село Новое Ильинское            | 1                             | ↘230             | 82,66         |
| 11        | Октябрьский сельсовет            | село Октябрьское                | 2                             | ↘794             | 116,82        |
| 12        | Пашковский сельсовет             | село Пашково                    | 2                             | ↘426             | 165,33        |
| 13        | Петуховский сельсовет            | село Петухово                   | 1                             | ↗585             | 115,64        |
| 14        | Приютинский сельсовет            | село Большое Приютное           | 3                             | ↘324             | 174,26        |
| 15        | Рынковский сельсовет             | село Рынки                      | 3                             | ↘385             | 226,60        |
| 16        | Стрелецкий сельсовет             | село Стрельцы                   | 3                             | ↘568             | 211,54        |
| 16.000004 | Троицкий сельсовет               | село Троицкое                   | 2                             | ↘241             | 100,25        |

Законом Курганской области от 20 сентября 2018 года N 90, в состав Петуховского сельсовета были включены все два населённых пункта упразднённого Троицкого сельсовета.
Законом Курганской области от 20 сентября 2018 года N 93, в состав Актабанского сельсовета были включены все два населённых пункта упразднённого Большекаменского сельсовета.
Законом Курганской области от 12 мая 2021 года муниципальный район и все входившие в его состав городское и сельские поселения были упразднены и преобразованы путём их объединения в муниципальный округ; помимо этого были упразднены и сельсоветы района как его административно-территориальные единицы.

## Населённые пункты
В Петуховском районе (муниципальном округе) 38 населённых пунктов, в том числе один город и 37 сельских населённых пунктов.
| №  | Населённый пункт        | Тип     | Население | Бывшее муниципальное образование |
| -- | ----------------------- | ------- | --------- | -------------------------------- |
| 1  | Актабан                 | село    | ↘574      | Актабанский сельсовет            |
| 2  | Бердюжка                | деревня | →0        | Жидковский сельсовет             |
| 3  | Богданы                 | село    | ↘138      | Стрелецкий сельсовет             |
| 4  | Большое Гусиное         | село    | ↘249      | Большегусиновский сельсовет      |
| 5  | Большое Каменное        | село    | ↘162      | Актабанский сельсовет            |
| 6  | Большое Приютное        | село    | ↘331      | Приютинский сельсовет            |
| 7  | Буранное                | деревня | ↘79       | Пашковский сельсовет             |
| 8  | Вишневка                | деревня | ↘82       | Новоберёзовский сельсовет        |
| 9  | Воробьи                 | деревня | ↘81       | Новогеоргиевский сельсовет       |
| 10 | Горбунешное             | село    | ↘103      | Зотинский сельсовет              |
| 11 | Горбуново               | станция | ↘218      | Матасинский сельсовет            |
| 12 | Жидки                   | село    | ↘342      | Жидковский сельсовет             |
| 13 | Золотовка               | деревня | ↘88       | Новогеоргиевский сельсовет       |
| 14 | Зотино                  | село    | ↘380      | Зотинский сельсовет              |
| 15 | Казанцевское            | деревня | ↘96       | Петуховский сельсовет            |
| 16 | Курорт «Озеро Медвежье» | посёлок | ↘780      | Курортный сельсовет              |
| 17 | Малое Приютное          | деревня | ↘55       | Приютинский сельсовет            |
| 18 | Матасы                  | село    | ↘310      | Матасинский сельсовет            |
| 19 | Новая Лебяжка           | деревня | ↘31       | Актабанский сельсовет            |
| 20 | Новоберёзово            | село    | ↘485      | Новоберёзовский сельсовет        |
| 21 | Новогеоргиевка 1-я      | деревня | ↘66       | Рынковский сельсовет             |
| 22 | Новогеоргиевка 2-я      | село    | ↘513      | Новогеоргиевский сельсовет       |
| 23 | Новое Ильинское         | село    | ↘230      | Новоильинский сельсовет          |
| 24 | Октябрьское             | село    | ↘909      | Октябрьский сельсовет            |
| 25 | Орлово                  | деревня | ↘14       | Актабанский сельсовет            |
| 26 | Пашково                 | село    | ↘548      | Пашковский сельсовет             |
| 27 | Первомайская            | деревня | ↘34       | Октябрьский сельсовет            |
| 28 | Песьяное                | деревня | ↘57       | Актабанский сельсовет            |
| 29 | Петухово                | город   | ↘8502     | город Петухово                   |
| 30 | Петухово                | село    | ↗585      | Петуховский сельсовет            |
| 31 | Подувальная             | деревня | ↘106      | Приютинский сельсовет            |
| 32 | Пьянково                | деревня | ↘56       | Новоберёзовский сельсовет        |
| 33 | Рынки                   | село    | ↘482      | Рынковский сельсовет             |
| 34 | Староберезово           | деревня | ↘52       | Рынковский сельсовет             |
| 35 | Стрельцы                | село    | ↘532      | Стрелецкий сельсовет             |
| 36 | Теплодубровное          | деревня | ↘67       | Стрелецкий сельсовет             |
| 37 | Троицкое                | село    | ↘251      | Петуховский сельсовет            |
| 38 | Утчанское               | село    | ↘61       | Курортный сельсовет              |

## Экономика
Основу экономики района составляет сельскохозяйственное производство. Самые значительные по объёмам производимой продукции предприятия района — ТОО «Полевое» и ЗАО «Виктория», специализированные на выращивании крупного рогатого скота и зерновых культур. Промышленность до недавнего времени была представлена литейно-механическим заводом, выпускающим машины и оборудование для железнодорожного транспорта.

## Достопримечательности
На территории района, на северном берегу озера Медвежье расположен санаторий «Озеро Медвежье», известный целебным микроклиматом, уникальными лечебными грязями, минеральной водой далеко за пределами России и СНГ.

## Пресса
30 марта 1930 года вышел в свет первый номер газеты «Трактор». С 1936 года газета носила название  «Сталинский путь», с 1958 года — «Трудовое знамя». С марта 1963 года носит название «Заря».

## Известные жители
- Герои Советского Союза, родившиеся на этой территории: И.Е. Еськов (1923—1944),  К.Ф. Кухаров (1924—1996), М.Р. Перепечин (1924—1989)
- Герой Социалистического Труда, родившийся на этой территории: А.Ф. Кузнецов (1928—1995)
- Герой Российской Федерации, родившийся на этой территории: Ж.Н. Раизов (1996—2022)

### Руководители органов исполнительной власти

#### Глава Администрации Петуховского района
- 1995 — ноябрь 2000 — Чуприков Сергей Николаевич
- ноябрь 2000 — ноябрь 2004 — Иванов Александр Вячеславович

- ноябрь 2004 — сентябрь 2014 — Иванов Александр Вячеславович
- сентябрь 2014 — 25 января 2018 — Герасименко Сергей Николаевич, 24 июня 2015 года временно отстранен от должности в связи с уголовным делом по обвинению в злоупотреблении полномочиями, незаконном участии в предпринимательской деятельности и причинении материального ущерба путем обмана (ч. 2 ст. 285, ст. 289, ч. 2 ст. 286 и п.«б» ч. 2 ст. 165 УК РФ)[30]. 25 января 2018 года  досрочно прекратил полномочий по собственному желанию[31]
  - 24 июня 2015 — январь 2017 — и. о. Слесаренко Владимир Иванович, С.Н. Герасименко  восстановлен в должности решением суда[32].
- 25 января 2018 — 6 апреля 2018 — и. о. Слесаренко Владимир Иванович
- 6 апреля 2018 — 6 декабря 2022 — Арзин Игорь Викторович; с 19 октября 2021 года руководитель ликвидационной комиссии; юридическое лицо Администрация Петуховского района (ИНН 4516001982) ликвидировано 6 декабря 2022 года

#### Глава Петуховского муниципального округа Курганской области
30 ноября 2021 года зарегистрирована Администрация Петуховского муниципального округа Курганской области (ИНН 4516001982)
- 30 ноября 2021 — 14 октября 2022 — Арзин Игорь Викторович, сложил полномочия[33]
- 14 октября 2022 — 14 февраля 2023 — и. о. Волков Антон Владимирович
- с 14 февраля 2023 — Волков Антон Владимирович

### Руководители органов законодательной власти

#### Председательствующий на заседаниях Представительного собрания Петуховского района
Представительное собрание Петуховского района сформировано в 1996 году в соответствии с Законом Курганской области от 05 февраля 1996 года № 37 «О местном самоуправлении в Курганской области» и Законом Курганской области от 22 июля 1996 года № 67 «О выборах депутатов представительных органов местного самоуправления Курганской области». В соответствии с Уставом района были избраны 11 депутатов.
- I созыв (выборы 24 ноября 1996 — 2000) — Чуприков Сергей Николаевич

#### Председатель Представительного собрания муниципального образования «Петуховский район»
- II созыв (выборы 26 ноября 2000 — 2004) — Кетов Николай Александрович

#### Председатель Петуховской районной Думы
В соответствии с Уставом района были избраны 15 депутатов.
- III созыв (выборы 28 ноября 2004 — 2010) — Кетов Николай Александрович
- IV созыв (выборы 14 марта 2010 — 2015) — Кетов Николай Александрович
- V созыв (выборы 13 сентября 2015 — 2020) — Сунегина Нина Вячеславовна
- VI созыв (выборы 13 сентября 2020 — 2022) — Николаенко Вячеслав Иванович

#### Председатель Думы Петуховского муниципального округа
- I созыв (выборы 19 сентября 2021 — 2026) — Николаенко Елена Федоровна